# Neuville-sur-Brenne
Pour les articles homonymes, voir Neuville.
Neuville-sur-Brenne est une commune française située dans le département d'Indre-et-Loire, en région Centre-Val de Loire.

## Géographie

### Localisation
Située à 34 km au nord-est de Tours et à 4 km de Château-Renault, chef-lieu de canton, la commune de Neuville-sur-Brenne compte 875 habitants (données INSEE de 2012) et couvre une superficie de 6,90 km2, soit une densité de population de 127 hab/km2.
La commune est traversée du nord au sud par la Brenne, qui sert de limite entre la commune et celles d'Authon, Le Boulay et Château-Renault. La vallée de la Brenne y est étroite et sinueuse.
Les sols sont composés d'argiles éocènes recouvrant les argiles à silex (est), d'argiles à silex (ouest) et de sables helvétiens continentaux recouvrant les argiles éocènes et les argiles à silex (sud-ouest).
L'altitude est comprise entre 145 mètres (La Billauderie) et 92 mètres (Préchêne). Les zones boisées sont très réduites, et se cantonnent aux pentes des coteaux de la vallée de la Brenne. Les terres agricoles sont utilisées pour l'élevage (herbage et productions fourragères) et pour la culture céréalière.
Les axes routiers principaux sont la départementale 43 reliant Neuville-sur-Brenne à Château-Renault, qui traverse la commune du nord au sud, et la nationale 10, qui traverse la commune du nord-est au sud-ouest. La commune est traversée par la ligne SNCF Tours-Vendôme.
L'augmentation de population à partir des années 1970 a conduit au développement de lotissements au sud du bourg, constituant une « extension urbanistique » de Château-Renault sur la commune.
|                     | Villechauve Loir-et-Cher |        |
| Authon Loir-et-Cher | Neuville-sur-Brenne      | Saunay |
| Le Boulay           | Château-Renault          |        |

### Hydrographie

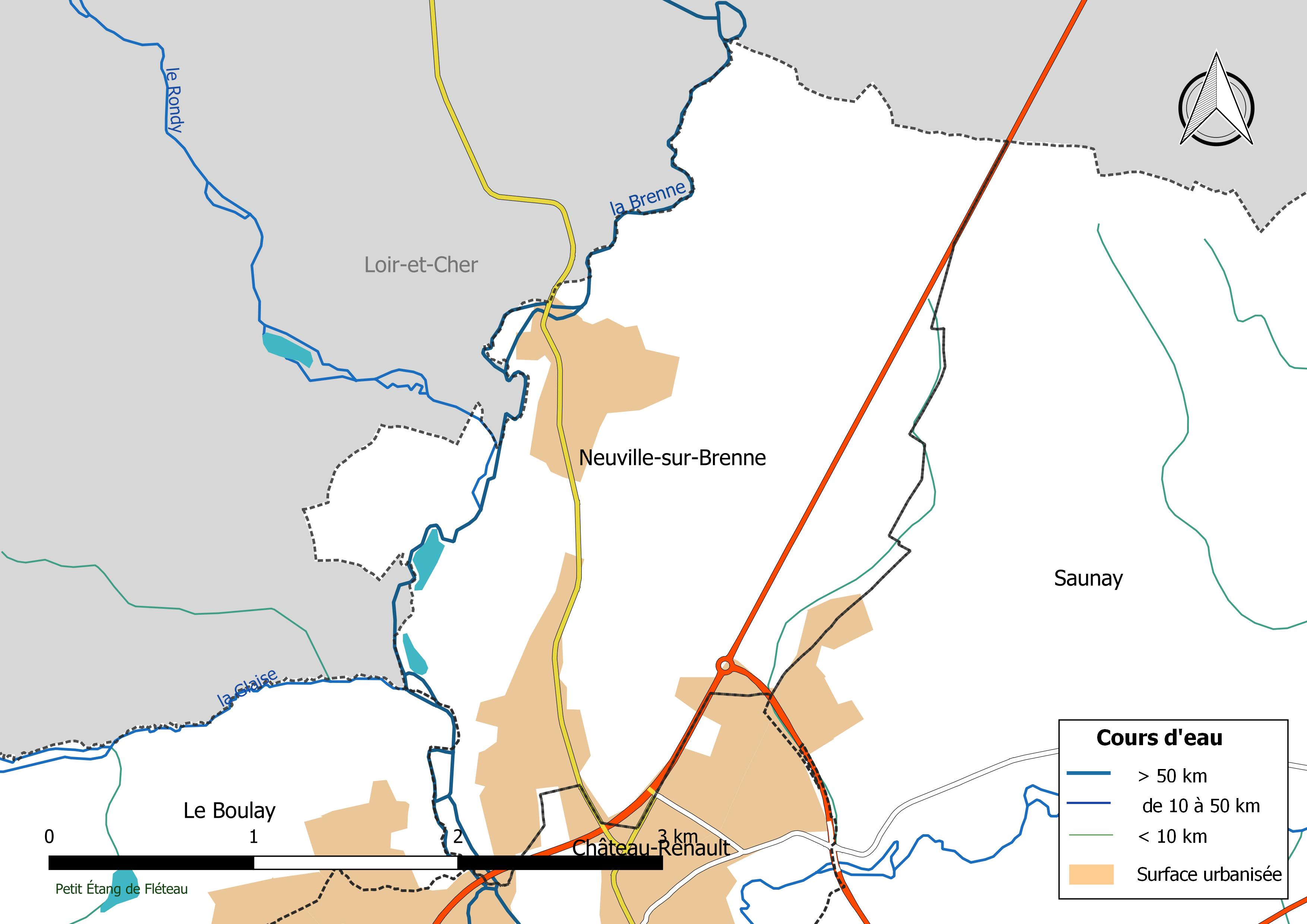
Réseau hydrographique de Neuville-sur-Brenne.

Le réseau hydrographique communal, d'une longueur totale de 6,16 km, comprend deux cours d'eau notables, la Brenne (3,148 km) et le Rondy (0,414 km), et un petit cours d'eau,.
La Brenne, d'une longueur totale de 54,2 km, prend sa source à 127 mètres d'altitude près du lieu-dit Le Moulin à Vent sur la commune de Pray et se jette dans la Cisse à Vernou-sur-Brenne, à 50 mètres d'altitude, à l'est de Vouvray. La station hydrométrique de Villedômer [Bas Villaumay Amont] permet de caractériser les paramètres hydrométriques de la Brenne. Le débit mensuel moyen (calculé sur 51 ans pour cette station) varie de 0,39 m3/s au mois d'août à 2,83 m3/s au mois de février. Le débit instantané maximal observé sur cette station est de 72,6 m3/s le 14 mars 2001, la hauteur maximale relevée a été de 2,08 m ce même jour,.
Sur le plan piscicole, la Brenne est classée en première catégorie piscicole en amont du lieu-dit Les 3 Passerelles. Le groupe biologique dominant est constitué essentiellement de salmonidés (truite, omble chevalier, ombre commun, huchon), mais - dans les faits - la population piscicole est majoritairement composée de poissons blancs et carnassiers (brochets, perches).
Le Rondy, d'une longueur totale de 11,4 km, prend sa source dans la commune de Monthodon et se jette dans la Brenne à l'ouest du territoire communal, aux abords du hameau du Moulin de Préchêne, après avoir traversé 3 communes. 
Ce cours d'eau est classé dans la liste 1 au titre de l'article L. 214-17 du code de l'environnement sur le Bassin Loire-Bretagne. Du fait de ce classement, aucune autorisation ou concession ne peut être accordée pour la construction de nouveaux ouvrages s'ils constituent un obstacle à la continuité écologique et le renouvellement de la concession ou de l'autorisation des ouvrages existants est subordonné à des prescriptions permettant de maintenir le très bon état écologique des eaux. Sur le plan piscicole, le Rondy est également classé en deuxième catégorie piscicole.

### Climat
Pour des articles plus généraux, voir Climat du Centre-Val de Loire et Climat d'Indre-et-Loire.
En 2010, le climat de la commune est de type climat océanique dégradé des plaines du Centre et du Nord, selon une étude du CNRS s'appuyant sur une série de données couvrant la période 1971-2000. En 2020, Météo-France publie une typologie des climats de la France métropolitaine dans laquelle la commune est exposée à un climat océanique altéré et est dans la région climatique Moyenne vallée de la Loire, caractérisée par une bonne insolation (1 850 h/an) et un été peu pluvieux.
Pour la période 1971-2000, la température annuelle moyenne est de 10,7 °C, avec une amplitude thermique annuelle de 14,7 °C. Le cumul annuel moyen de précipitations est de 704 mm, avec 10,9 jours de précipitations en janvier et 7,1 jours en juillet. Pour la période 1991-2020, la température moyenne annuelle observée sur la station météorologique de Météo-France la plus proche, sur la commune de Saunay à 5 km à vol d'oiseau, est de 12,0 °C et le cumul annuel moyen de précipitations est de 657,3 mm,. Pour l'avenir, les paramètres climatiques de la commune estimés pour 2050 selon différents scénarios d'émission de gaz à effet de serre sont consultables sur un site dédié publié par Météo-France en novembre 2022.

## Urbanisme

### Typologie
Au 1er janvier 2024, Neuville-sur-Brenne est catégorisée commune rurale à habitat dispersé, selon la nouvelle grille communale de densité à sept niveaux définie par l'Insee en 2022.
Elle est située hors unité urbaine. Par ailleurs la commune fait partie de l'aire d'attraction de Tours, dont elle est une commune de la couronne,. Cette aire, qui regroupe 162 communes, est catégorisée dans les aires de 200 000 à moins de 700 000 habitants,.

### Occupation des sols
L'occupation des sols de la commune, telle qu'elle ressort de la base de données européenne d’occupation biophysique des sols Corine Land Cover (CLC), est marquée par l'importance des territoires agricoles (78,4 % en 2018), en diminution par rapport à 1990 (82,7 %). La répartition détaillée en 2018 est la suivante : 
terres arables (48,1 %), zones agricoles hétérogènes (24 %), zones urbanisées (12,6 %), forêts (7,8 %), prairies (6,3 %), zones industrielles ou commerciales et réseaux de communication (1,2 %). L'évolution de l’occupation des sols de la commune et de ses infrastructures peut être observée sur les différentes représentations cartographiques du territoire : la carte de Cassini (XVIIIe siècle), la carte d'état-major (1820-1866) et les cartes ou photos aériennes de l'IGN pour la période actuelle (1950 à aujourd'hui).

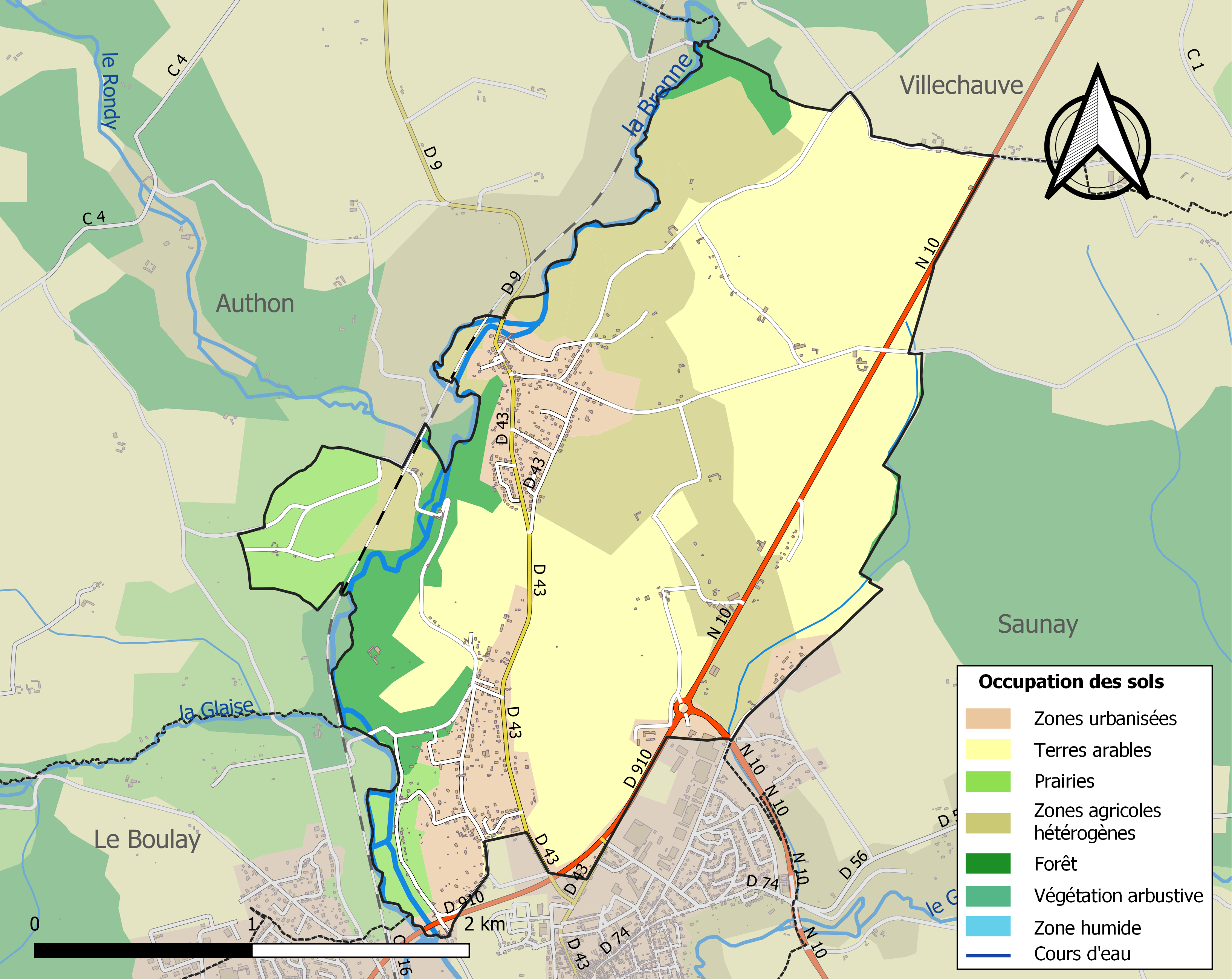
Carte des infrastructures et de l'occupation des sols de la commune en 2018 (CLC).

### Risques majeurs
Le territoire de la commune de Neuville-sur-Brenne est vulnérable à différents aléas naturels : météorologiques (tempête, orage, neige, grand froid, canicule ou sécheresse), feux de forêts et séisme (sismicité très faible). Un site publié par le BRGM permet d'évaluer simplement et rapidement les risques d'un bien localisé soit par son adresse soit par le numéro de sa parcelle.
Pour anticiper une remontée des risques de feux de forêt et de végétation vers le nord de la France en lien avec le dérèglement climatique, les services de l’État en région Centre-Val de Loire (DREAL, DRAAF, DDT) avec les SDIS ont réalisé en 2021 un atlas régional du risque de feux de forêt, permettant d’améliorer la connaissance sur les massifs les plus exposés. La commune, étant pour partie dans le massif de Saunay, est classée au niveau de risque 4, sur une échelle qui en comporte quatre (1 étant le niveau maximal).

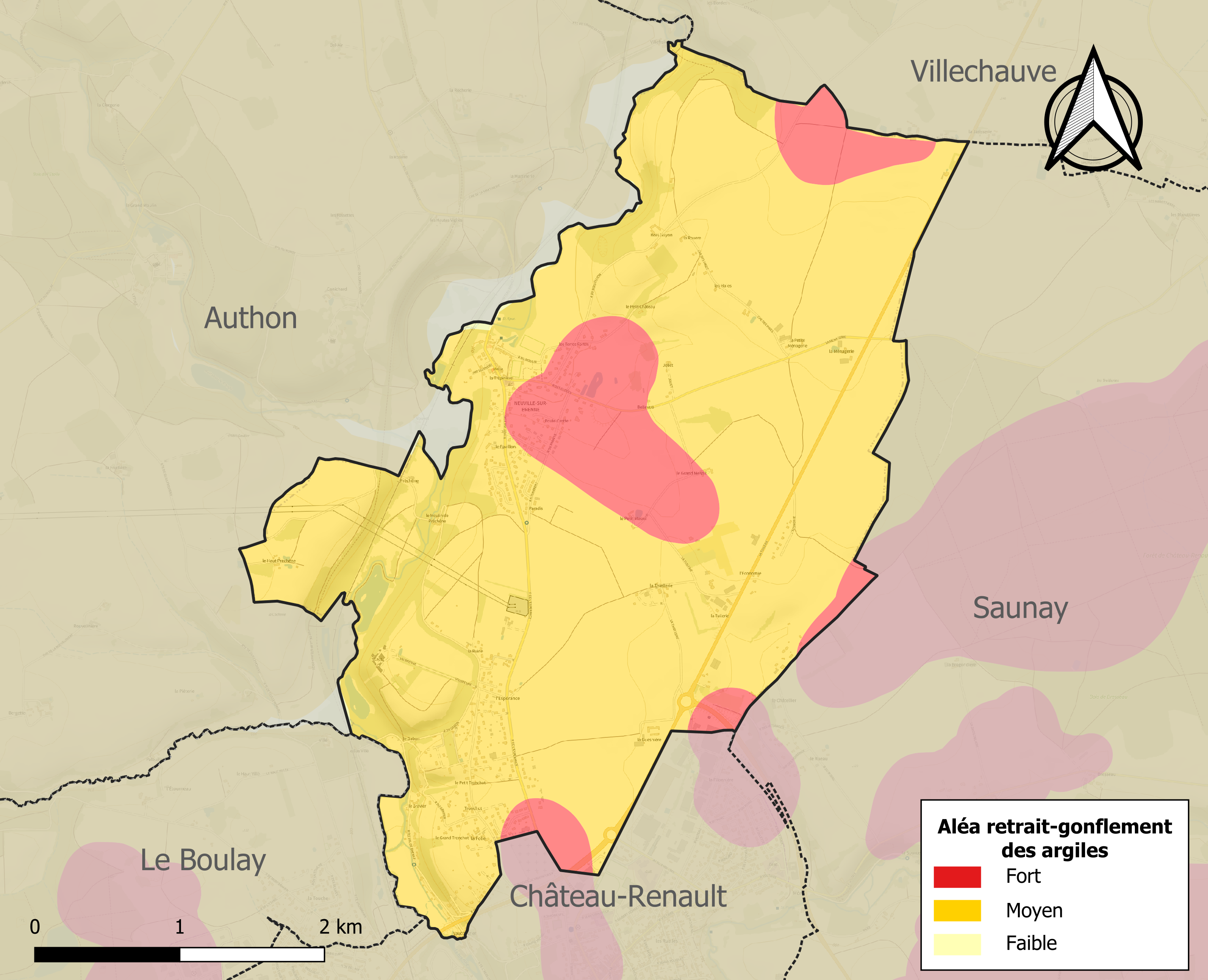
Carte des zones d'aléa retrait-gonflement des sols argileux de Neuville-sur-Brenne.

Le retrait-gonflement des sols argileux est susceptible d'engendrer des dommages importants aux bâtiments en cas d’alternance de périodes de sécheresse et de pluie. 99,7 % de la superficie communale est en aléa moyen ou fort (90,2 % au niveau départemental et 48,5 % au niveau national). Sur les 368 bâtiments dénombrés sur la commune en 2019, 368 sont en aléa moyen ou fort, soit 100 %, à comparer aux 91 % au niveau départemental et 54 % au niveau national. Une cartographie de l'exposition du territoire national au retrait gonflement des sols argileux est disponible sur le site du BRGM,.
Concernant les mouvements de terrains, la commune a été reconnue en état de catastrophe naturelle au titre des dommages causés par la sécheresse en 1991 et par des mouvements de terrain en 1999.

## Politique et administration

### Tendances politiques et résultats
| Scrutin             | Scrutin             | 1er tour | 1er tour | 1er tour | 1er tour | 1er tour | 1er tour | 1er tour | 1er tour  | 1er tour | 1er tour | 1er tour | 1er tour | 2d tour | 2d tour | 2d tour | 2d tour | 2d tour | 2d tour |
| Scrutin             | Scrutin             | 1er      | 1er      | %        | 2e       | 2e       | %        | 3e       | 3e        | %        | 4e       | 4e       | %        | 1er     | 1er     | %       | 2e      | 2e      | %       |
| ------------------- | ------------------- | -------- | -------- | -------- | -------- | -------- | -------- | -------- | --------- | -------- | -------- | -------- | -------- | ------- | ------- | ------- | ------- | ------- | ------- |
| Présidentielle 2017 | Présidentielle 2017 |          | FN       | 30,37    |          | LR       | 19,54    |          | EM        | 17,41    |          | LFI      | 17,05    |         | EM      | 52,78   |         | FN      | 47,22   |
| Présidentielle 2022 | Présidentielle 2022 |          | RN       | 29,94    |          | LREM     | 25,51    |          | LFI       | 16,45    |          | REC      | 8,69     |         | RN      | 51,88   |         | LREM    | 48,12   |
| Législatives 2022   | 2e                  |          | RN       | 34,80    |          | RE-Ens   | 29,82    |          | LFI-Nupes | 19,01    |          | REC      | 5,56     |         | RE      | 57,05   |         | LFI     | 42,95   |
| Législatives 2024   | 2e                  |          | RN       | 44,77    |          | RE-Ens   | 30,18    |          | LFI-NFP   | 16,17    |          | LR       | 4,93     |         | RN      | 53,24   |         | RE      | 46,76   |

### Liste des maires
| Période | Période  | Identité       | Étiquette | Qualité       |
| ------- | -------- | -------------- | --------- | ------------- |
| 1971    | 1995     | Henri Adrast   | SE        | Fonctionnaire |
| 1995    | 1998     | Eric Pelletier | SE        | Notaire       |
| 1998    | En cours | Gino Gommé     | DVD       | Retraité      |

### Politique environnementale
Dans son palmarès 2016, le Conseil National des Villes et Villages Fleuris de France a attribué une fleur à la commune au Concours des villes et villages fleuris.

## Population et société

### Démographie
L'évolution du nombre d'habitants est connue à travers les recensements de la population effectués dans la commune depuis 1793. Pour les communes de moins de 10 000 habitants, une enquête de recensement portant sur toute la population est réalisée tous les cinq ans, les populations de référence des années intermédiaires étant quant à elles estimées par interpolation ou extrapolation. Pour la commune, le premier recensement exhaustif entrant dans le cadre du nouveau dispositif a été réalisé en 2007.

En 2022, la commune comptait 890 habitants, en évolution de −0,67 % par rapport à 2016 (Indre-et-Loire : +1,67 %, France hors Mayotte : +2,11 %).
| 1793 | 1800 | 1806 | 1821 | 1831 | 1836 | 1841 | 1846 | 1851 |
| ---- | ---- | ---- | ---- | ---- | ---- | ---- | ---- | ---- |
| 256  | 272  | 239  | 205  | 235  | 243  | 254  | 262  | 232  |

| 1856 | 1861 | 1866 | 1872 | 1876 | 1881 | 1886 | 1891 | 1896 |
| ---- | ---- | ---- | ---- | ---- | ---- | ---- | ---- | ---- |
| 239  | 230  | 266  | 251  | 247  | 245  | 283  | 304  | 293  |

| 1901 | 1906 | 1911 | 1921 | 1926 | 1931 | 1936 | 1946 | 1954 |
| ---- | ---- | ---- | ---- | ---- | ---- | ---- | ---- | ---- |
| 287  | 262  | 271  | 245  | 239  | 258  | 257  | 259  | 247  |

| 1962 | 1968 | 1975 | 1982 | 1990 | 1999 | 2006 | 2007 | 2012 |
| ---- | ---- | ---- | ---- | ---- | ---- | ---- | ---- | ---- |
| 214  | 231  | 250  | 368  | 516  | 623  | 683  | 694  | 875  |

| 2017 | 2022 | - | - | - | - | - | - | - |
| ---- | ---- | - | - | - | - | - | - | - |
| 899  | 890  | - | - | - | - | - | - | - |

### Enseignement
Neuville-sur-Brenne se situe dans l'Académie d'Orléans-Tours (Zone B) et dans la circonscription d'Amboise.
L'école primaire Dutrochet accueille les élèves de la commune.

## Culture locale et patrimoine

### Lieux et monuments
• L'église Notre-Dame, du XIIe siècle
• Château dit "Valbrenne"
• Moulin de Perchêne. 

## Description
Château de Valbrenne : Le château de plan rectangulaire possède un étage de soubassement, un rez-de-chaussée surélevé, un étage carré, un étage de comble et présente des façades ordonnancées à sept travées. Il est flanqué de deux tourelles cylindriques placées dans les angles sud et ouest. Construit en moellon enduit, brique (encadrements des baies) et pierre de taille (encadrements des baies, cordons, corniches), il est couvert d'un toit à longs pans et croupes en ardoise couronné d'une crête et d'épis de faîtage en zinc.
Moulin de Perchêne (ou Préchêne) : Construit entre 1021 et 1028, le Moulin de Perchêne (propriété privée) a été exploité par l'Abbaye de Marmoutier pendant plusieurs siècles. C'est un des plus anciens moulins de la vallée de la Brenne, situé dans un bel écrin de verdure à 2 kilomètres de Neuville sur Brenne. Il figure sur la carte de Cassini. Considérant cette carte, il est probable qu'il ait été construit sur le cours principal de la Brenne, comme cela se pratiquait souvent à cette époque. A l'exception notable de la roue motrice, l'essentiel du mécanisme demeure en place avec ses roues dentées de bois de robinier et ses mécanismes qui montent jusque dans les combles. La dernière modification connue des rouages remonte à 1870 et a été faite par un fondeur de Montoire sur le Loir. Initialement consacré à la mouture du blé, il s'est probablement adapté au développement des tanneries à Château-Renault pour devenir un moulin à tan. Il a cessé son activité en 1936. Il est depuis devenu une résidence privée. Les propriétaires successifs, tout en améliorant son confort, ont veillé à conserver les pièces maîtresses de son histoire (les poutres en chêne et les poteaux en robinier, un beau carrelage du XVII ème siècle, les mécanismes et rouages, une pierre d'évier de l'époque de sa construction...). Les anciennes meules sont exposées en façade du moulin.

## Personnalités liées à la commune
- Henri Dutrochet[réf. nécessaire].